# Wiktor Rozwadowski (1869–1940)
Wiktor Jordan Rozwadowski herbu Trąby (ur. 28 listopada 1869, zm. 1940 w ZSRR) – tytularny pułkownik kawalerii Wojska Polskiego, ofiara zbrodni katyńskiej.

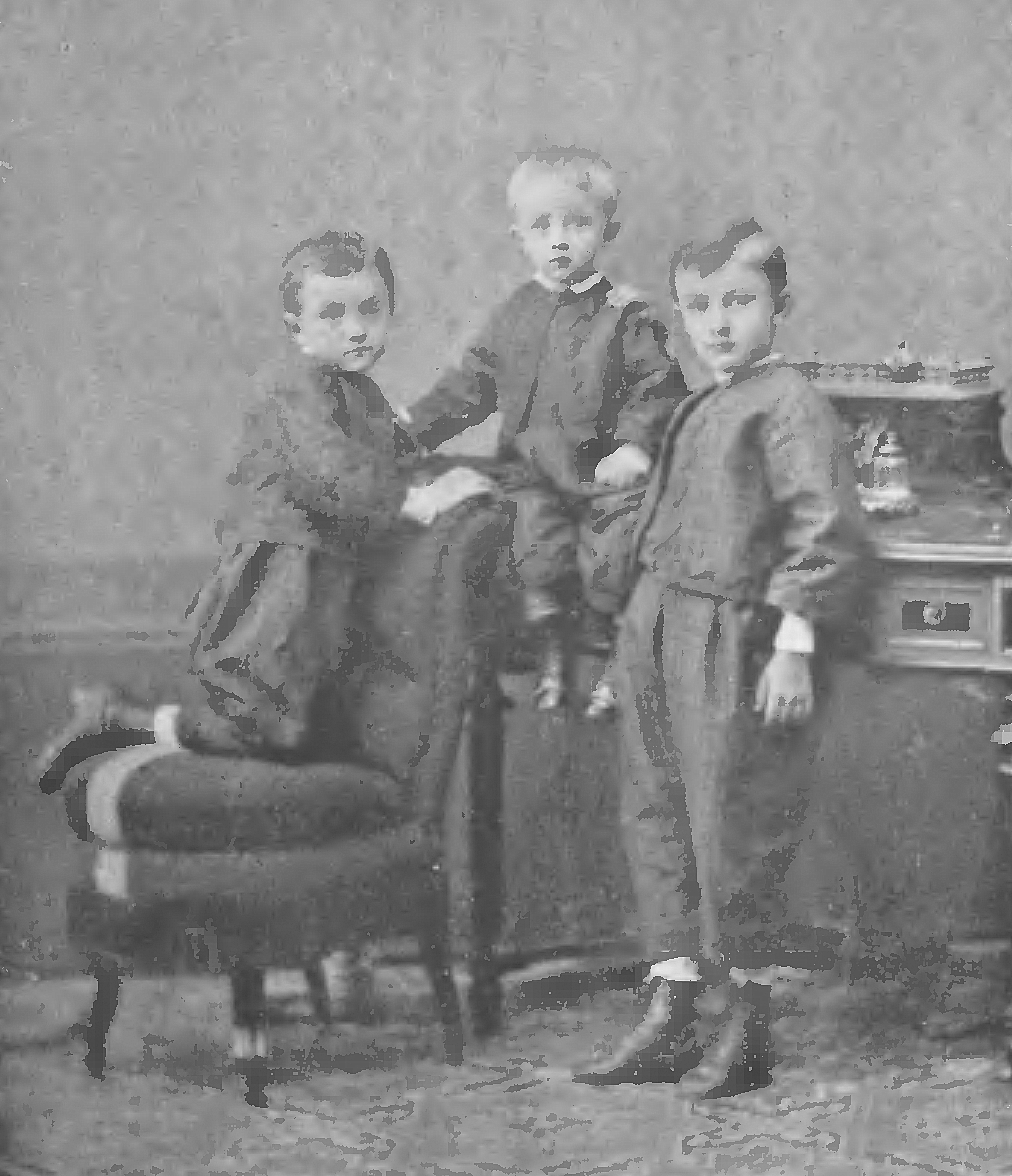
Bracia Samuel, Wiktor, Tadeusz Rozwadowscy w dzieciństwie

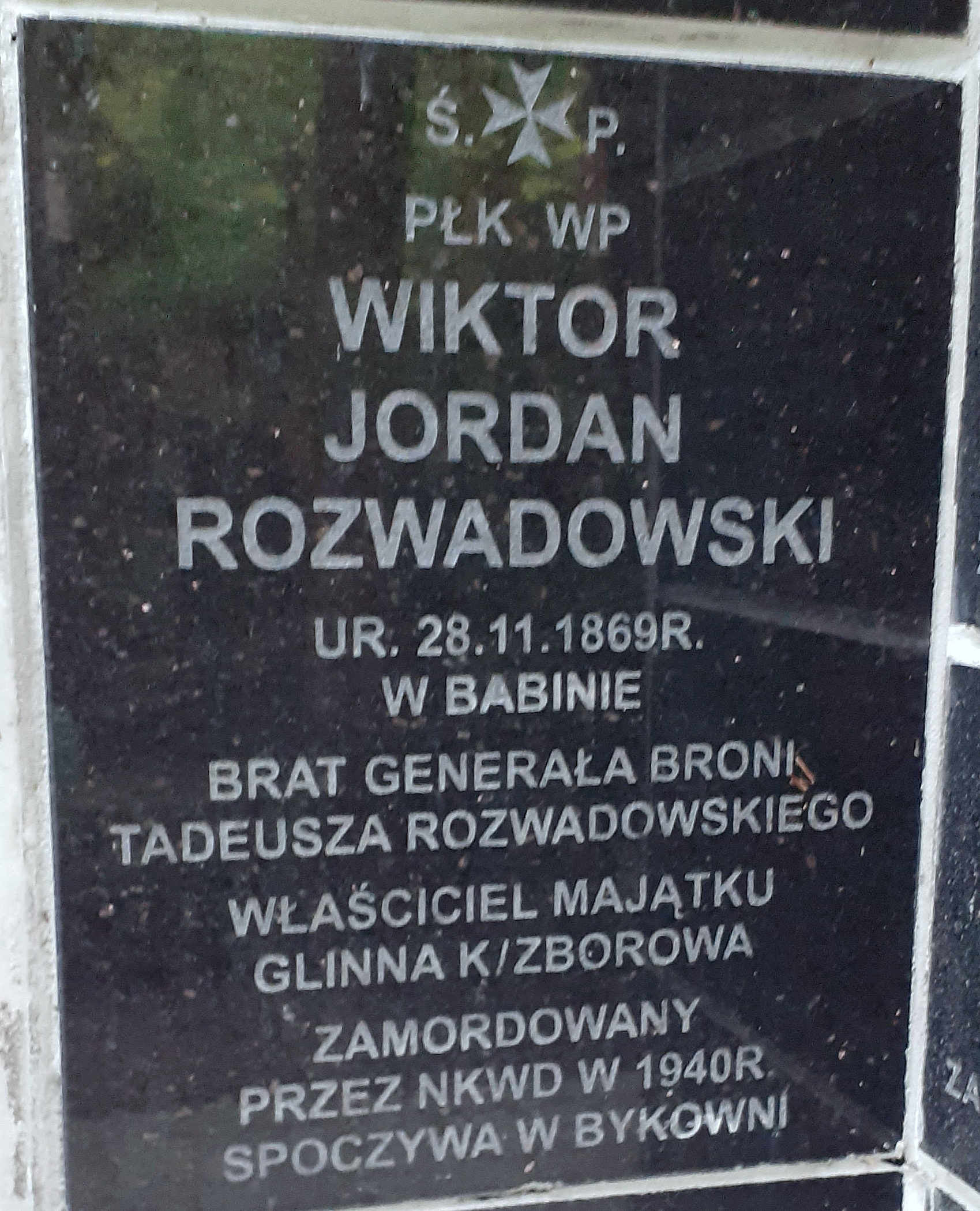
Tabliczka upamiętniająca na ścianie kościoła św. Karola Boromeusza w Warszawie

## Życiorys
Wywodził się z rodu Rozwadowskich herbu Trąby. Jego przodek Maciej Rozwadowski wykazał się męstwem w bitwie pod Wiedniem w 1683, pradziad Kazimierz Rozwadowski był kościuszkowskim brygadierem, dziad Wiktor walczył w powstaniu listopadowym i został odznaczony Orderem Virtuti Militari, stryj Tadeusz poległ w powstaniu styczniowym, a ojciec Tomisław (1841-1920) w powstaniu styczniowym walczył jako dowódca jazdy powstańczej. Jego matką była Melania (1842-1894), a braćmi Tadeusz (1866-1928, generał) i Samuel (1867-1915). W 1894 otrzymał godność c. k. podkomorzego.
W kawalerii C. K. Armii został mianowany podporucznikiem z dniem 1 września 1890. Służył w szeregach 13 Galicyjskiego pułku ułanów w Złoczowie (służył tam już wtedy jego brat por. Samuel Jordan-Rozwadowski). Tam został awansowany na porucznika z dniem 1 listopada 1894 i około 1895 był w 13 pułku komendantem plutonu pionierów. Od około był oficerem 5 Węgierskiego (chorwackiego) pułku ułanów w Warasdin. Tam został awansowany na rotmistrza 2 klasy z dniem 1 listopada 1901. Od około 1902 ponownie był oficerem 13 Galicyjskiego pułku ułanów w Złoczowie (służyli tam wtedy jego brat rtm. Samuel Jordan-Rozwadowski i kuzyn por. Adam Jordan-Rozwadowski), od około 1903 do około 1905 pełniąc funkcję komendanta plutonu pionierów. Około 1905 awansował na rotmistrza 1 klasy z dniem 1 listopada 1901.  Czynnym oficerem 13 pułku piechoty pozostawał do około 1906/1907, po czym figurował jeszcze w ewidencji tej jednostki jako oficer z przyznanym zaopatrzeniem do około 1909. W trakcie I wojny światowej pod koniec 1915 otrzymał tytuł i charakter majora.
8 listopada 1918 został przyjęty do Wojska Polskiego z byłej armii austro-węgierskiej, z zatwierdzeniem posiadanego stopnia podpułkownika. W latach 1919–1920 był sztabowym oficerem inspekcyjnym jazdy przy Dowództwie Okręgu Generalnego „Kielce” w Kielcach. 11 czerwca 1920 roku został zatwierdzony z dniem 1 kwietnia 1920 roku w stopniu podpułkownika, w kawalerii, w grupie oficerów byłej armii austro-węgierskiej. Z dniem 1 maja 1921 roku został przeniesiony w stan spoczynku. 26 października 1923 roku Prezydent RP Stanisław Wojciechowski zatwierdził go w stopniu tytularnego pułkownika jazdy. Na emeryturze mieszkał we Lwowie. W 1934 był przydzielony do Oficerskiej Kadry Okręgowej nr VI jako oficer w dyspozycji dowódcy O.K. VI i pozostawał wówczas w ewidencji Powiatowej Komendy Uzupełnień Lwów Miasto.
Po wybuchu II wojny światowej i agresji ZSRR na Polskę z 17 września 1939 został aresztowany przez Sowietów. W 1940 został przewieziony do więzienia przy ulicy Karolenkiwskiej 17 w Kijowie. Tam został zamordowany przez NKWD prawdopodobnie na wiosnę 1940. Jego nazwisko znalazło się na tzw. Ukraińskiej Liście Katyńskiej opublikowanej w 1994 (został wymieniony na liście wywózkowej 55/5-31 oznaczony numerem 2505). Ofiary tej części zbrodni katyńskiej zostały pochowane na otwartym w 2012 Polskim Cmentarzu Wojennym w Kijowie-Bykowni.
Jego żoną była Anna z baronów von Seckendorff. Ich dziećmi byli Maria Anna (ur. 1897), Antoni (ur. 1898), Zofia (ur. 1899, Edward (ur. 1902). Bracia Tadeusz, Samuel i Wiktor Rozwadowscy po swojej ciotce baronowej Czerko zostali spadkobiercami majątku Glina blisko Lwowa, po czym Wiktor ze środków swojej żony dokonał spłaty rodzeństwa. Jego krewny Jan Władysław Rozwadowski także został zamordowany w ukraińskiej części zbrodni katyńskiej.

## Odznaczenia
- Medal Jubileuszowy Pamiątkowy dla Sił Zbrojnych i Żandarmerii (przed 1900)[17]
- Krzyż Jubileuszowy Wojskowy (przed 1909)[28]